# Busano
Busano (Busan in piemontese) è un comune italiano di 1 610 abitanti della città metropolitana di Torino in Piemonte, nella zona del Canavese.

## Storia
Nel 1019 venne fondato un importante monastero benedettino femminile, voluto da Emerico, signore di Barbania, Corio, Busano e Rocca. La prima badessa fu Libania (†1064), figlia del signore del luogo, successivamente beatificata. Durante il XIV secolo il territorio venne inglobato nel feudo dei conti Valperga, ramo di Rivara, mentre entrò successivamente a far parte della giurisdizione del Marchesato del Monferrato. Nel 1631, anno del trattato di Cherasco, il comune passò definitivamente sotto i duchi di Savoia.
Il monastero era circondato da fossato e ponte levatoio di cui si scorgono ancora i resti, dalla piazza della chiesa, sulla facciata della torre, che era l'ingresso alla parte fortificata ed al ricetto.
 L'antico orologio della torre, con contrappesi e pendolo in pietra, è stato sostituito negli anni sessanta con un meccanismo moderno.
Fino al 1948 Busano è stato frazione del comune di Rivara.

Nel 1960, la sede del vecchio comune, è crollata, causando la perdita di numerosi documenti.

### Simboli
Lo stemma e il gonfalone del comune di Busano sono stati concessi con decreto del presidente della Repubblica del 18 ottobre 1955.

## Monumenti e luoghi d'interesse
Sono presenti sul territorio tre chiese: 
- Chiesa di San Tommaso Apostolo (1500), originariamente cappella di un monastero femminile
- Chiesa della Santissima Trinità (1700 circa)
- Chiesa di San Rocco
- Torre porta dell'antico ricetto.

## Società

### Evoluzione demografica
Negli ultimi cinquanta anni, a partire dal 1961, la popolazione residente è raddoppiata.
Abitanti censiti

### Etnie e minoranze straniere
Secondo i dati Istat al 31 dicembre 2017, i cittadini stranieri residenti a Busano sono 127, così suddivisi per nazionalità, elencando per le presenze più significative:
1. Romania, 48
2. Marocco, 48

## Economia
Busano ha costituito per lungo tempo la cosiddetta piccola Ruhr, soprannome indicativo di un territorio a fortissima valenza industriale,  concentrato sulle industrie metalmeccaniche e siderurgiche, con particolare riferimento al settore dell'automotive. Gli ultimi anni hanno visto la chiusura di alcune grandi aziende..

## Amministrazione
Di seguito è presentata una tabella relativa alle amministrazioni che si sono succedute in questo comune.
| Periodo        | Periodo        | Primo cittadino       | Partito                                  | Carica  | Note   |
| -------------- | -------------- | --------------------- | ---------------------------------------- | ------- | ------ |
| 6 giugno 1985  | 22 maggio 1990 | Giambattistino Chiono | Democrazia Cristiana                     | Sindaco | [ 11 ] |
| 22 maggio 1990 | 24 aprile 1995 | Giambattistino Chiono | Democrazia Cristiana                     | Sindaco | [ 11 ] |
| 24 aprile 1995 | 14 giugno 1999 | Giambattistino Chiono | centro-sinistra                          | Sindaco | [ 11 ] |
| 14 giugno 1999 | 14 giugno 2004 | Giambattistino Chiono | centro-destra                            | Sindaco | [ 11 ] |
| 14 giugno 2004 | 8 giugno 2009  | Eugenio Matteis       | lista civica                             | Sindaco | [ 11 ] |
| 8 giugno 2009  | 26 maggio 2014 | Giambattistino Chiono | lista civica                             | Sindaco | [ 11 ] |
| 26 maggio 2014 | 27 maggio 2019 | Giambattistino Chiono | lista civica Obiettivo comune            | Sindaco | [ 11 ] |
| 27 maggio 2019 | 10 giugno 2024 | Giambattistino Chiono | lista civica Obiettivo comune            | Sindaco | [ 11 ] |
| 10 giugno 2024 | in carica      | Carlo Vassallo        | lista civica Obiettivo comune 2.0 Busano | Sindaco | [ 11 ] |

## Galleria d'immagini

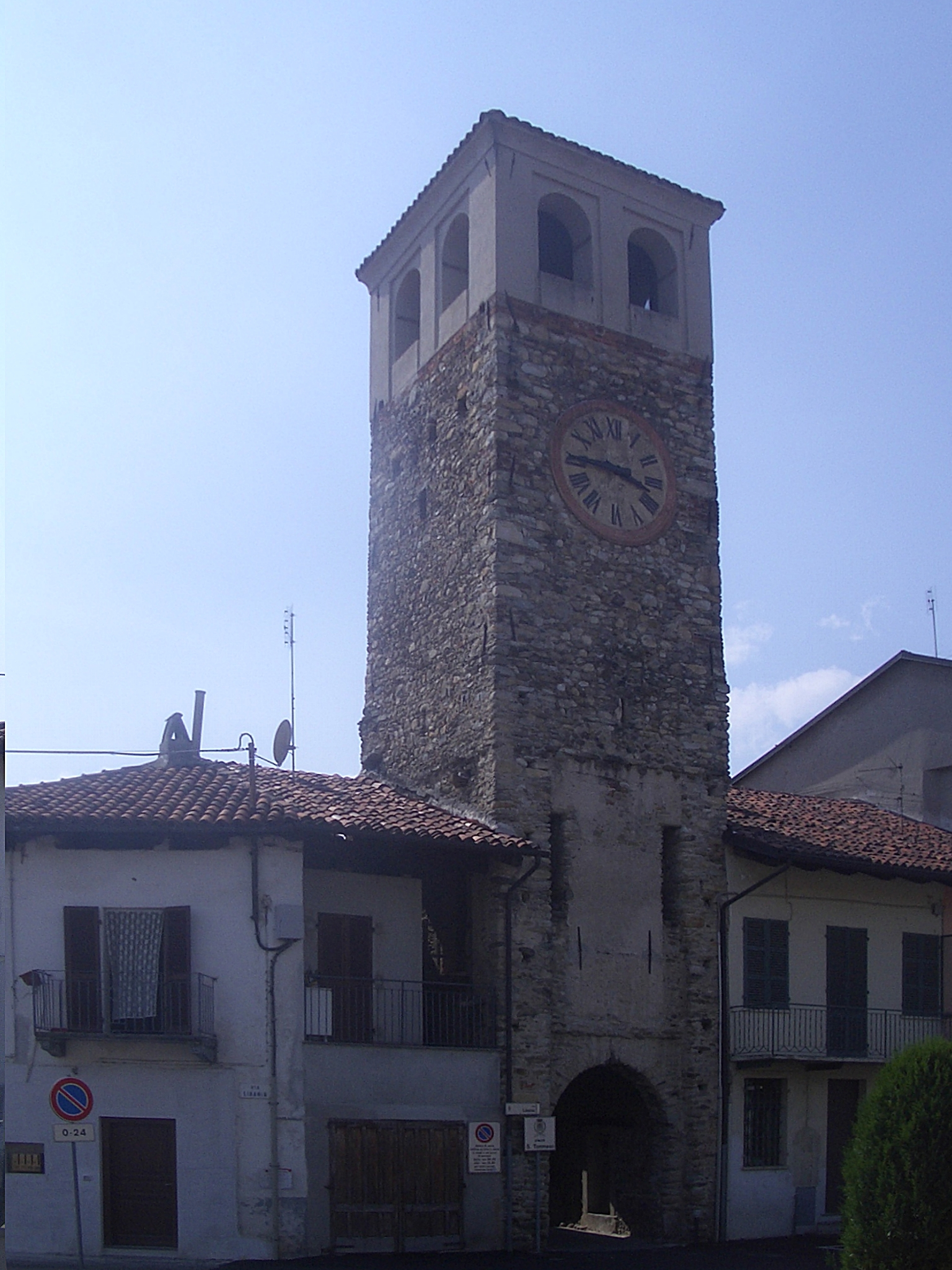
La torre porta del ricetto
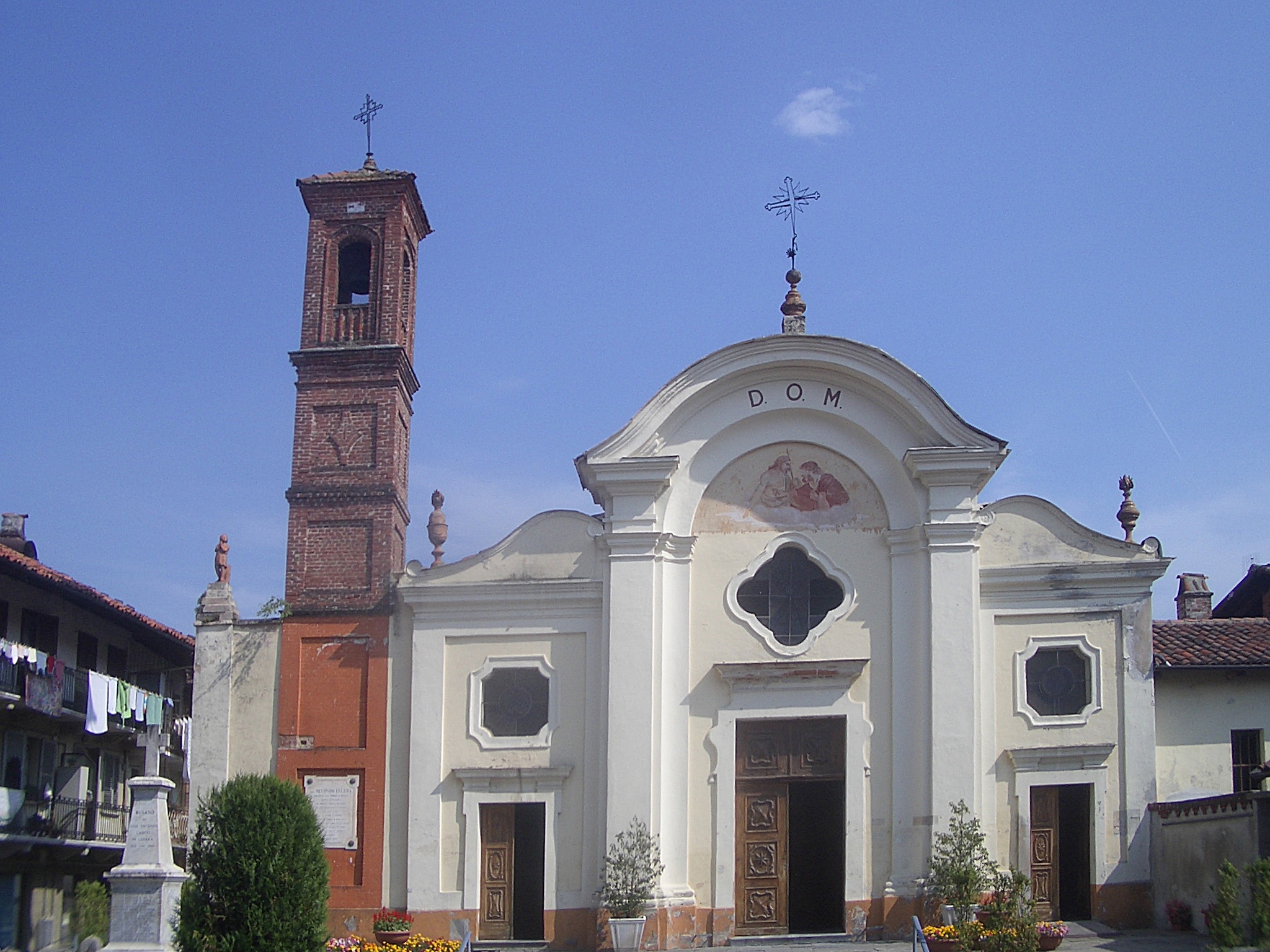
La chiesa parrocchiale di San Tommaso